# Portada/efemèride març 14
Susan Hayward
« 13 de març · 14 de març · 15 de març »